# Lost Stars
Lost Stars(〈로스트 스타스〉)는 마룬 5의 보컬리스트이자 배우인 애덤 리바인의 노래로, 본래 뮤지컬 로맨틱 코메디 영화 《비긴 어게인》의 배경음악이다. 2012년 여름 미국 뉴욕에서 녹음되었으며, 2014년 6월에 싱글 음반으로 발매되었다. 애덤 리바인 버전 외에도 키이라 나이틀리가 부른 버전이 있다.
더 보이스 (미국의 텔레비전 프로그램) 시즌 7 피날레에서 애덤 리바인과 팀원 맷 맥앤드류(McAndrew)가 같이 공연을 했고, 빌보드 핫 100에서 83위를 기록했다.

## 수록 음반
- V (딜럭스반) - 마룬 5
- 《비긴 어게인 OST》- 애덤 리바인, 키이라 나이틀리, 시 로 그린 등

## 차트 성적
| 차트 (2014년)                                  | 최고 순위 |
| ---------------------------------------------- | --------- |
| 프랑스                                         | 145       |
| 인도네시아 디지털 송스                         | 3         |
| 말레이시아 디지털 송스                         | 16        |
| 필리핀 디지털 송스                             | 1         |
| 싱가포르 디지털 송스                           | 5         |
| 대한민국 인터내셔널 싱글(가온 차트)            | 1         |
| 태국 디지털 송스                               | 1         |
| 베트남 (뮤직 위클리 아시아(Music Weekly Asia)) | 6         |

Matt McAndrew와 듀엣
| 차트 (2014년)         | 최고 순위 |
| --------------------- | --------- |
| 캐나다(캐나다 핫 100) | 86        |
| 미국 빌보드 핫 100    | 83        |

## 수상 및 후보
2015 Critics Choice Award 주제가상과 2015 아카데미 시상식 주제가상에 후보로 올랐다